# Digimon Fusion
Autre
Digimon Fusion, ou originellement Digimon Xros Wars (デジモンクロスウォーズ, Dejimon Kurosu Wōzu), est une série d'animation japonaise, initialement diffusée en trois parties sur la chaîne de télévision TV Asahi du 6 juillet 2010 au 25 mars 2012. Il s'agit de la sixième saison animée appartenant à la franchise médiatique Digimon créée par Akiyoshi Hongo et produite par Toei Animation. La série suit les aventures d'un jeune garçon, Mikey Kudo, et des « Combattants Fusion », qui utilisent le pouvoir de fusionner leurs partenaires Digimon pour sauver le Digimonde du Lord Bagra et de son armée.
En France, Digimon Fusion est initialement diffusé du 3 janvier au 14 octobre 2015 sur la chaîne Canal J, elle en devient une marque phare avec de multiples rediffusions jusqu'à la rentrée 2018,. Il s'agit de la première saison Digimon diffusée en français en l'espace de dix ans depuis la troisième saison Digimon Tamers en 2002.
Digimon Fusion intègre les catalogues des plateformes GulliMax dès février 2015 et de Netflix en mars 2015. La série en version française est également diffusée sur la chaîne mauricienne MBC 1 dès 2015. Cette itération se compose de trois arcs distincts ; d'une première saison composée de trente épisodes et d'une deuxième de vingt-quatre épisodes qui clôt la quête des Couronnes-Code,.
Le dernier arc de vingt-cinq épisodes est considéré comme une série distincte,, « Toki wo Kakeru Shounen Hantâ-tachi », et n'est pas exportée en France ni aux États-Unis, elle se limite après sa diffusion qu'au marché de la location vidéo au Japon.
Comme pour les précédentes saisons, des produits dérivés à l'effigie de Digimon Fusion ont été commercialisés incluant manga, jouets, cartes à jouer, accessoires, CD, confiseries et jeux vidéo.

## Scénario

### Introduction
Un monde insoupçonné existe au-delà du nôtre. Un monde digital où vit d’étranges créatures appelés Digimon, qui se battent pour contrôler l’empire. Malheureusement, ce monde — le Digimonde — est sur le point de s’effondrer à cause d’une force maléfique.  
Mikey Kudo, un garçon de treize ans, entend une mystérieuse mélodie émettre en sortant de son match de basket-ball. L'écoutant attentivement, il y entend un faible murmure, de la part de quelqu'un sur le point de succomber à ses blessures, et cherchant désespérément de l'aide. En cherchant à lui venir en aide, Mikey s'avance dans une allée vers un petit être ressemblant à un petit monstre, dont le corps semble soumis à des effets électrostatiques. Voulant sauver la créature, Mikey entend une voix qui lui présente un mystérieux objet, le « Chargeur Fusion ». L'être agonisant est alors transféré dans le Chargeur pour la sauver et Mikey et ses amis, Angie Hinomoto et Jeremy Tsurgi, sont alors transportés dans le Digimonde où ils découvrent un survivant bien fougueux qui se présente sous le nom de Shoutmon, un habitant du Village de la Lumière, qui se bat jour après jour contre l'armée de Bagra pour défendre ses terres et devenir le futur roi du Digimonde. Il demande à ses nouveaux amis humains de l'aider à atteindre cet objectif en affrontant en équipe le Lord Bagra, qui tente de conquérir son monde. Pour y parvenir, ils doivent voyager cent-huit zones différents pour récupérer leurs Couronnes-Code avant que l'armée de Bagra ne le puisse. Quiconque réussit à récupérer les Couronnes-Code régnera sur ce digimonde.
Là-bas, Mikey découvre également qu'il possède le pouvoir d'utiliser le Chargeur Fusion pour unir de multiples Digimon en une forme spéciale par une technique appelée la « Digi-Fusion ». Christopher Aonuma, un garçon du même âge que Mikey, qui guide l'équipe « Flamme Bleue » et une mystérieuse jeune fille nommée Nene Amano qui guide l'équipe « Minuit » le découvrent également.

### Saison 1
Touché par le souhait de Shoutmon de devenir roi afin de ramener la paix dans le Digimonde, Mikey décide de l'aider et ensemble, ils forment leur propre équipe : les Combattants Fusion, dans laquelle Mikey prend la position du « légendaire général » tant espéré par Shoutmon et ses amis. Le sort du Digimonde se retrouve donc entre les mains d'un jeune garçon et ils le traversent ensemble à la recherche des Couronnes-Code.
Au long de ce trépident voyage, les Combattants Fusion rencontrent et se lient d'amitié avec de nombreux Digimon comme Cutemon, Dorulumon ou encore Chibitortomon, qui vont se joindre à eux dans leur quête et qui se dresseront aux serviteurs de l'armée de Bagra, notamment les trois commandants - Tactimon, Lilithmon et Blastmon. Ils rencontrent l'équipe Flamme Bleue, et découvrent que le principal meneur de l'équipe Minuit est DarkKnightmon, un Digimon surpuissant qui manipule Nene pour assouvir ses ambitions. Une fois Nene sauvée de DarkKnightmon, elle et sa partenaire Sparrowmon joignent également les Combattants Fusion. Tous les fragments des Couronnes-Code restants sont collectés par les Combattants Fusion et l'équipe Flamme Bleue, mais le Lord Bagra parvient à les dérober et envoie Mikey, Angie, Jeremy et Shoutmon, affaibli, sur Terre. Les enfants tentent alors de mener une vie normale dans leur propre monde, toutefois c'était sans compter sur Tactimon qui a suivi leurs traces. Ce dernier est vaincu lors de la première digivolution en OmniShoutmon, et Mikey et Shoutmon retournent affronter le Lord Bagra dans le digimonde, en laissant derrière eux Angie et Jeremy.

### Saison 2
Il s'avère que le Digimonde est maintenant sous le règne absolu du Lord Bagra, qui l'a divisé en sept royaumes sous la direction de sept généraux - Dorbickmon, NeoMyotismon, Zamielmon, Splashmon, Olegmon, Gravimon, Apollomon - Mikey, avec Christopher et Nene, entreprennent un voyage pour libérer ces sept territoires. Ils tentent également de découvrir le sort d'Ewan Amano, le frère de Nene perdu dans le digimonde. Lorsqu'ils arrivent dans le dernier royaume, du général Apollomon, celui-ci révèle que bien qu'il soit l'un des sept généraux obscurs, il est en réalité un bon Digimon qui essaie de trouver un moyen d'aider son peuple en prétendant aider le Lord Bagra. Le véritable général s'avère être n'est autre que le côté obscur d'Apollomon. Ils découvrent également que Bagra essaie de manipuler Ewan pour qu'il se mette en travers de leur chemin. Après que Mikey ait sauvé Ewan et retrouvé tous les fragments de Couronnes-Code, Shoutmon parvient à vaincre le Lord Bagra avec le perpétuel souhait d'apporter la paix aux deux mondes.

### 3earc, série distincte
Le Digimonde et le monde des humains sont sauvés des griffes du Lord Bagra, et une année s'écoule. Mikey et Ewan Amano ont formé une équipe de basket-ball, les Combattants Fusion, et l'équipe comprend leur plus grand fan, Tagiru Akashi. Mais les problèmes sont loin d'être terminés, car ils sont désormais causés par des monstres situés dans un monde intermédiaire — le DigiQuartz — hantés par diverses pensées humaines provenant du monde réel. Tagiru tombe dans le DigiQuartz et apprend que trois enfants spécialisés dans la chasse desdits monstres se battent pour rester en tête d'une spirale sans fin dans laquelle ils capturent leurs proies, les fusionnent avec leurs partenaires Digimon et exploitent leur potentiel pour obtenir des prises toujours plus désirables. Tagiru s'associe à Gumdramon pour devenir l'un de ces chasseurs et obtient son Digivice d'un curieux vieil homme capable de manipuler le cours du temps. Avec Mikey Kudo et Ewan Amano, accompagnés de leurs partenaires Shoutmon —  désormais roi du Digimonde — et Damemon, ils se dressent en équipe aux Digimon égarés.
Après avoir fait leurs preuves, le vieil homme révèle que le véritable enjeu de cette chasse est de déterminer le meilleur candidat pouvant combattre aux côtés de héros légendaires — les protagonistes des cinq premières saisons — contre Quartzmon, l'ultime résidu des données de feu-Lord Bagra, et qui représente une menace pour tout un multivers. Quartzmon commence à transformer la Terre en données, seuls Tagiru et son partenaire peuvent alors mener l'attaque finale consistant à briser le noyau de l'ennemi ; ce qui entraîne également la destruction de l'espace Digiquartz. Un mois plus tard, tout est rentré dans l'ordre dans le monde réel ; le vieil homme réapparaît devant les enfants et prend la voix du Lord Bagra pour leur avouer qu'il a essayé de protéger ce monde et qu'il est maintenant à la recherche de son frère. La série se conclut avec Mikey, Ewan, Tagiru et leurs partenaires qui partent à la recherche de nouveaux monstres venus s'égarer dans le monde réel.

## Production

Logo original de la série.

Une sixième saison de l'anime succédant à la précédente, intitulée Digimon Data Squad, est pour la toute première fois annoncée sur le site officiel de la branche japonaise Bandai au début de 2010,. Après les échecs des années antérieures, la production revient au concept initial d'une série d'action-comédie pour les garçons âgés de six à onze ans, avec un aspect virtuel revu pour la nouvelle génération,.
L'image montre un jeune protagoniste, plus tard connu sous le nom de Taiki Kudō (Mikey), accompagné de son partenaire Digimon Shoutmon, et d'une ribambelle d'autres Digimon dont Dorulumon, Ballistamon, Greymon et Monitamon. Le scénario illustre à nouveau une équipe d'enfants et de préadolescents, à la différence de la proposition d'inclure des héros plus âgés faite par la saison précédente Digimon Data Squad. Par la suite, le titre officiel est révélé dans l'édition de juin 2010 du magazine V Jump de Shūeisha, en plus de sa diffusion sur TV Asahi pour le 6 juillet 2010,. Elle est réalisée par Tetsuya Endo et écrite par Riku Sanjo. C'est la première saison produite et diffusée en format 16/9 et en HD 1080i.
En 2009, l'itération contemporaine de l'anime Kitaro le repoussant est annulée en raison de la faillite de Lehman Brothers et des répercussions sur les ventes de produits dérivés et les sponsors de la série. Toei Animation décide de renforcer son activité promotionnelle autour de Dragon Ball, ce qui conduit à la production de Dragon Ball Z Kai, cet arrêt de la série Kitarō entraîne également le transfert de Digimon sur TV Asahi, cette nouvelle itération étant alors prévue pour succéder à Kitarō sur Fuji TV, à la case de 9 heures du matin. Riku Sanjo a par la suite engagé ses équipes et des doubleurs de Kitaro pour son travail sur Digimon Fusion.
La production d'une troisième partie est décidée avec Yukio Kaizawa comme scénariste principal pour le premier épisode. Afin de conserver la popularité de la série, Mikey Kudo est conservé dans la distribution, tandis que Christopher et Nene ont été retirés du casting principal ; Ewan est resté en tant que protagoniste car son personnage avait encore du potentiel aux yeux des scénaristes.

## Médias

### Épisodes
Digimon Fusion, est initialement diffusée sous le titre Digimon Xros Wars en trois arcs sur la chaîne de télévision TV Asahi du 6 juillet 2010 au 25 mars 2012. La série achève sa première saison le 8 mars 2011 avec un total de trente épisodes et laisse place à une seconde saison, intitulée Aku no Desu Jeneraru to Nanatsu no Ōkoku (悪のデスジェネラルと七つの王国), du 2 octobre au 25 septembre 2011, dans laquelle seront intronisés de nouveaux personnages et de nouveaux éléments scénaristiques. Ces deux parties intègrent le catalogue pour les pays anglophones de la plateforme Crunchyroll, en version sous-titrée, le 21 novembre 2011. La troisième partie, Toki o Kakeru Shōnen Hantā-tachi (時を駆ける少年ハンターたち), est diffusée jusqu'au 25 mars 2012 au Japon et est également diffusée en simulcast aux États-Unis, au Canada, au Royaume-Uni, en Irlande, en Afrique du Sud, en Australie et en Nouvelle-Zélande sur la plateforme Crunchyroll. Cette troisième saison est considérée comme une série distincte, notamment par Crunchyroll,.
Le 18 janvier 2011, Toei Animation dépose la marque « Digimon Fusion Battles » auprès de l'US Patent and Trademark Office. Le 25 juillet 2012, Toei Europe annonce Digimon Fusion Battles en Italie, pour une diffusion à partir du 10 juin 2013 sur Rai 2 ; la série est déprogrammée en catastrophe le 8 août 2013 et est reléguée sur la chaine de la TNT italienne Rai Gulp le 3 octobre 2013 pour une unique diffusion de l'intégrale et des 29 derniers épisodes restants du 28 octobre au 11 novembre 2013,. Le 8 décembre 2012, la série est également diffusée sous le titre Fusion Battles en Malaisie sur Disney XD et Hungama TV,. Ensuite, le projet d'exportation de la série devient international et est dirigée par Saban Brands pour la première fois en treize ans, avec Marvista Entertainment, après avoir acquis les droits le 25 septembre 2012,. Saban Brands présente ce projet au MIPCOM (marché international des contenus audiovisuels et des contenus numériques) qui se déroule à Cannes, en France, du 8 au 10 octobre 2012 pour vendre son produit à de futurs distributeurs et/ou diffuseurs.
En juin 2013, Saban confirme la diffusion de Digimon Fusion en version adaptée anglaise dans le programme Vortexx sur la chaîne CW pour automne 2013, et sur la chaîne Nickelodeon pour le 7 septembre 2013. Au Royaume-Uni, la série est diffusée sur CITV à partir du 24 février 2014,. En Espagne, elle est diffusée sur Clan à partir du 26 mars 2014. En Amérique du Sud, elle est diffusée sur Cartoon Network dès le 1er mai 2014. En Allemagne, elle est diffusée sur ProSieben MAXX le 10 novembre 2014. Dans son exploitation, le propriétaire des droits mise sur l'engagement en ligne, une distribution en vidéo à la demande et sur des jeux et applications mobiles.
Aux États-Unis, la première saison de Digimon Fusion intègre le catalogue de Netflix le 15 septembre 2014  (la deuxième saison, le 8 mars 2016). Digimon Fusion est mis à disposition dans le monde sur la plateforme avec un doublage en anglais, en espagnol d'Amérique latine et européen, en allemand, en portugais brésilien et européen. Avec des sous-titres en ces langues et en danois, suédois, finlandais, néerlandais et norvégien. La série quitte le catalogue le 30 novembre 2019 (le 1er décembre 2019 dans certains pays).
En France, Digimon Fusion est acquise par le groupe Lagardère en décembre 2014 pour une diffusion sur la chaine Canal J,. La diffusion débute avec les quatre premiers épisodes de la première saison le 3 janvier 2015 à 20 h 45 et la deuxième saison est diffusée du 19 septembre au 14 octobre 2015. Digimon Fusion devient, avec plus de 1 700 diffusions jusqu'au 26 août 2018, une marque phare et multi diffusée de la chaine Canal J. La série intègre les catalogues de la plateforme Netflix du 8 mars 2015, (le 8 mars 2016 pour sa deuxième saison) au 30 novembre 2019 et de GulliMax de février 2015 jusqu'à l'hiver 2019. La série en version française est également diffusée sur la chaîne mauricienne MBC 1 dès 2015.
Le doublage français a pour protagonistes Alexandre Nguyen dans le rôle de Mikey Kudo et Jérémy Prévost dans celui de Shoutmon, et est également composé de doubleurs historiques de la franchise comme Fily Keita (Rika Nonaka de Digimon Tamers) et Franck Tordjman (Joe Kido de la première saison). La saison une est dirigée par le directeur artistique Martial Le Minoux et la deuxième saison par Alexis Dernaucourt, au studio Zynco.

### DVD
Au Japon, la série est sortie uniquement en DVD en dix-neuf volumes par Bandai Visual au Japon du 22 avril 2011 au 24 août 2012 et dans un coffret DVD le 22 novembre 2016. Aux États-Unis, la première partie sort le 10 février 2015 et la deuxième partie le 1er mars 2016 par Cinedigm en DVD.

### Musiques
Kōsuke Yamashita compose la bande-son japonaise de la série. Au total, trois CD contenant la bande sonore de la série sous le label Music Code sont sortis au Japon le 29 septembre 2010, le 23 mars 2011 et le 18 janvier 2012. Les thèmes musicaux sont chantés et composés par Hideaki Takatori, Kōji Wada, Takayoshi Tanimoto, Psychic Lover, YOFFY, et Takafumi Iwasaki. Le thème principal de la digi-fusion s'intitule We Are Xros Heart (WE ARE クロスハート！, Wī Ā Kurosu Hāto, 1-).
Les génériques de la série comptent comme titre : Never Give Up! (ネバギバ!, Neba Giba!) de Sonar Pocket (des épisodes 1 à 30), New World de Twill (des épisodes 31 à 54), et STAND UP de Twill (des épisodes 55 à 79), la série au Japon ne contient pas de générique de fin.
La version internationale est composée par Noam Kaniel. À l'international et en France, Act as One (Digimon Fusion Theme) est la chanson thème interprétée par Noam Kaniel et Frederic Jaffre.

### Produits dérivés
À cette période, avec l'avènement des smartphones et objets portatifs chez les plus jeunes, les gadgets de poche caractérisant la franchise Digimon apparaissent comme désuet. Contrairement aux Digivice dérivés précédents, le « Chargeur Fusion », dispose d'un écran couleur et fait également office de lecteur MP3. Cette itération lance également les « Couronnes-Code », une série de cartes mémoire SD qui permettent de transférer de nouvelles zones et de nouveaux Digimon dans l'objet,. Peu avant le lancement de la série, la société Bandai lance une gamme de jouets en capsule, à la vente dès juillet 2010,. Des figurines, des jouets, des virtual pets, des cartes à jouer et les digivices à l'effigie de la saison sont mis en commercialisation au Japon.
Une adaptation manga dérivée, illustrée par Yuki Nakashima, est publiée en série dans le magazine V Jump de Shueisha du 21 juin 2010 au 21 mars 2012. Ses vingt et un chapitres ont été rassemblés dans quatre tomes tankōbon, sortis du 29 décembre 2010 au 2 mai 2012.
Deux machines d'arcade, Digimon X Arena (デジモンクロスアリーナ, Dejimon Kurosu Ar(ii)na) et Super Digica Battle (超デジカ大戦, Sūpā Dejika Taisen) sont sorties avec une utilisation de cartes et de manettes dédiée. Un jeu vidéo basé sur la série, Digimon Story : Super Xros Wars (デジモンストーリー超クロスウォーズ, Dejimon Sutōrī Sūpā Kurosu Wōzu), quatrième jeu de la série Digimon Story, est commercialisé sur Nintendo DS en deux versions, rouge et bleue. En janvier 2014, Bandai lance un jeu de cartes Digimon et une gamme de jouets dérivée de Digimon Fusion.

## Distribution

### Distribution française
- Alexandre Nguyen : Mikey Kudo
- Jérémy Prévost : Shoutmon, Reapmon, Beelzemon
- Fily Keita : Angie Hinomoto, Lillymon, Chocomon, Mervamon, Pickmonz, Ewan Amano, Lunamon
- Bruno Méyère : Jeremy Tsurgi, Ballistamon
- Sylvain Lemarié : Dorulumon, MadLeomon, Roi Whamon, Scorpiomon, Musyamon, Olegmon, Huanglongmon
- Caroline Combes - Cutemon, Chibitortomon, Chibikamemon, Laylamon, Beastmon, Lilamon, maman de Cutemon, Pickmonz, Sparrowmon (saison 2), Ladydevilmon, BalliBeastmon
- Franck Tordjman : Pawnchessmon, Dracomon, Crabmon, Coronamon
- Martial Le Minoux - Christopher Aonuma, Omnimon, Garbagemon, Jijimon, Starmon, Dondokomon, Blastmon
- Marie Diot : Nene Amano (saison 1), Spadamon, Monitamon (saison 1), Sparrowmon (saison 1)
- Kaycie Chase : Nene Amano (saison 2), Lopmon, Ignitemon
- Marc Bretonnière : Tactimon, Archelomon, MailBirdramon, Deckerdramon, Greymon (2e voix), GrandLocomon, Matadormon, Lord Bagra
- Thierry Mercier : AncientVolcanomon, Greymon (1re voix), SkullKnightmon, MetalGreymon (1re voix), AxeKnightmon, Karatenmon, Grademon, Betamon, DevilDramon, Dark Volumon, Dephmon
- Frédéric Souterelle : Flymon, SkullMeramon, RedMeramon, MetalGreymon (2e voix)
- Philippe Roullier : Stingmon, Kongoumon, Damemon, Hagurumon, Monzaemon, NeoMyotismon, Gigadramon, papa de Cutemon
- Antoine Tomé : Neptunemon, Knightmon, Wisemon, Angemon, Gargomon, Etemon, WaruMonzaemon, Dorbickmon et Devildramon
- Grégory Laisné : Lucemon
- Patrick Pellegrin : Tuwarmon, Zamielmon, Smoke Monster, Madicomon[Qui ?]
- Emmanuel Bonami : Pharaohmon, SkullScorpiomon
- Céline Melloul : Mermaidmon

Sources et légendes : cartons de doublage, Planète Jeunesse.

### Distribution japonaise
- Minami Takayama - Taiki Kudo
- Chika Sakamoto - Shoutmon
- Ryōko Shiraishi - Akari Hinomoto
- Daisuke Kishio - Zenjiro Tsurugi
- Kōichi Yamadera - Ballistamon
- Takahiro Sakurai - Dorulumon
- Bin Shimada - Starmon, Tactimon, Jijimon
- Takeshi Kusao - Kiriha Aonuma, Blastmon
- Hanawa - Greymon
- Kokoro Kikuchi - Sparrowmon, Syakomon
- Houko Kuwashima - Nene Amano, Lilithmon
- Yūko Maruyama - Monitormon
- Nobuo Tobita - MadLeomon
- Mitsuaki Madono - Neptunemon
- Ichitarou Ai - Commandant Divermon, Commandant Gizamon, Bukamon
- Tomomichi Nishimura - Archelomon
- Keiichi Nanba - Pinocchimon

## Accueil
Le premier épisode de Digimon Fusion attire 4% de part de marché au Japon. Les premiers retours de Anime News Network font l'éloge du pilote, déclarant que les fans nostalgiques de Digimon l'apprécieraient en raison de sa nouvelle approche des power-up et les personnages principaux, et est comparé à une série de mecha très acclamée, Gurren Lagann, malgré les clichés souvent rencontrés dans d'autres anime,,.
Les deux saisons maintiennent une maigre audience moyenne de 2 à 4 % sur TV Asahi, la série dérivée fait chuter cette moyenne à 1 %. Elle passe au cours de sa diffusion d'une visibilité à 19 h 30 en semaine, à un horaire à 6 h 30 le dimanche.
L'accueil critique général est également positif. Mediaverum apprécie les premiers épisodes de Fusion et le recommande aux fans des deux premières séries de Digimon Adventure. Tout en notant que la série s'adressait à un public jeune, DVDCorner écrit que la série avait encore des thèmes profonds qui pourraient attirer des spectateurs plus âgés malgré ses défauts. ICv2 recommande la série au jeune public. CulturedVultures laisse aux téléspectateurs le soin de la regarder ou non, la recommandant également à un public qui connaît la franchise, tandis que Metro déclare qu'elle conservait l'attrait de ses prédécesseurs. DVDTalk est plus mitigé, déplorant le fait que la série se concentre sur les Digimon plutôt que sur les humains, il fait néanmoins l'éloge de la série pour son animation et la recommande aux fans de la série. Capsule Monster fait remarquer que malgré les tentatives apparentes de la série pour étendre son marketing, Fusion offre une histoire attrayante, qui plutôt que de se concentrer sur l'amitié, contient également des thèmes sombres rarement vus dans les séries pour enfants qui pourraient attirer d'autres publics.
Le comédien Kyle Hebert déclare qu'il a apprécié de travailler pour le doublage anglais de la série, car ses deux personnages, Dorulumon et Balistamon, offrent une grande diversité de caractérisations. Son collègue Ben Diskin partage les mêmes sentiments, déclarant qu'il est un fan de Fusion depuis sa première au Japon et qu'il est donc heureux de pouvoir interpréter à la fois Shoutmon et Cutemon, deux autres personnages aux personnalités très différentes.
Toki o Kakeru Shōnen Hantā-tachi est nommé en 2012 au International Emmy Kids Awards dans la catégorie de « meilleure animation »,, mais perd face à la série Le Monde incroyable de Gumball.